# ECW Barely Legal
ECW Barely Legal è stato il primo pay-per-view della Extreme Championship Wrestling. L'evento si è svolto i il 13 aprile 1997 alla ECW Arena di Filadelfia, in Pennsylvania.

## Evento

### Match preliminari

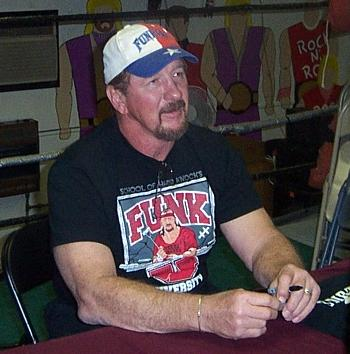
Terry Funk sconfisse Raven per l'ECW World Heavyweight Championship nel main event di Barely Legal.

Il primo match trasmesso in diretta in pay-per-view fu il tag team match per l'ECW World Tag Team Championship tra i campioni in carica, Dudley Boyz (Buh Buh Ray Dudley & D-Von Dudley), e gli sfidanti, The Eliminators (Kronus & Saturn). A prevalere furono gli Eliminators quando Saturn schienò Buh Buh Ray e vinsero le cinture ECW Tag Team. Buh Buh Ray Dudley si infortunò veramente rompendosi una caviglia durante il match.
Il match seguente fu tra Lance Storm e Rob Van Dam. L'avversario di Storm avrebbe dovuto essere Chris Candido, ma egli non poté lottare a causa di un infortunio al bicipite. Van Dam si aggiudicò l'incontro.
L'incontro successivo fu un six-man tag team match che vide la partecipazione di wrestler della Michinoku Pro Wrestling, tra i quali Taka Michinoku, Terry Boy & Dick Togo contro The Great Sasuke, Gran Hamada & Masato Yakushiji (che sostituì l'infortunato Gran Naniwa). Il team di Sasuke, Hamada & Yakushiji vinse il match quando Sasuke schienò Michinoku.
Il match seguente fu per l'ECW World Television Championship e vide il campione Shane Douglas affrontare Pitbull #2. Douglas era accompagnato dalla sua valletta Francine e da vari agenti della sicurezza. Dopo un tentativo di interferenza da parte di Chris Candido, Douglas eseguì un belly-to-belly suplex su Pitbull #2 e lo schienò conservando il titolo.
Poi fu la volta dell'incontro tra Taz (con Bill Alfonso) e Sabu. Il match cominciò con Taz e Sabu che si scambiavano pugni e schiaffi. Poi Taz buttò fuori dal ring Sabu con un braccioteso. Sabu risalì sul ring e venne immediatamente aggredito da Taz, che cercò di imprigionarlo nella sua presa di sottomissione, Tazmission, ma fu bloccato da Sabu. Dopo una serie di colpi da parte di Taz, che causarono il sanguinamento del naso dell'avversario, Sabu uscì dal quadrato per riprendere fiato. Il match proseguì fuori dal ring e anche in mezzo al pubblico. Alla fine, Taz riuscì a far perdere conoscenza a Sabu imprigionandolo nella Tazmission. Dopo l'incontro Taz elogiò Sabu e si offrì di stringergli la mano, cosa che Sabu accettò. Mentre i due si abbracciavano, Rob Van Dam entrò sul ring e attaccò Taz. Dopo l'attacco a doppia squadra di Van Dam e Sabu, Alfonso si alleò formalmente con la coppia dopo aver rivelato una maglietta di Sabu che indossava sotto la sua maglietta di Taz.

### Main Event
Il penultimo match fu il Three Way Dance match che vide contrapposti Stevie Richards, The Sandman e Terry Funk. Il vincitore avrebbe immediatamente guadagnato la possibilità di sfidare l'ECW World Heavyweight Champion Raven. Richards fu eliminato dal match quando sia Funk sia Sandman lo schienarono. Quindi Sandman introdusse nel match del filo spinato e colpì ferocemente Funk. Richards risalì sul ring e colpì Sandman a tradimento permettendo a Funk di vincere l'incontro.
Dopo il Three Way Dance, Raven salì subito sul ring ed ebbe inizio il match con in palio l'ECW World Heavyweight Championship. Raven dominò la maggior parte del match con l'ausilio di sedie e tavoli mentre un medico in prima fila dell'ECW controllava continuamente le condizioni di Funk a causa dell'abbondante emorragia alla testa. I membri della stable Raven's Nest apparvero alla fine per assistere Raven, il che spinse Tommy Dreamer, che stava fornendo il commento del match, a salire sul ring. Dreamer eseguì un DDT su Raven che permise a Funk di schienarlo e vincere l'ECW World Heavyweight Championship.

## Risultati
| #    | Incontri | Stipulazioni                                          | Durata |
| ---- | --- | ----------------------------------------------------- | ------ |
| Dark | Louie Spicolli ha sconfitto Balls Mahoney | Single match                                          | 5:00   |
| Dark | J.T. Smith e Chris Chetti hanno sconfitto The FBI (Little Guido e Tommy Rich)                                                                    | Tag team match                                        | n/a    |
| 1    | The Eliminators (John Kronus e Perry Saturn) hanno sconfitto i Dudley Boyz (Buh Buh Ray e D-Von Dudley) (c) (con Joel Gertner e Sign Guy Dudley) | Tag team match per l'ECW World Tag Team Championship  | 6:11   |
| 2    | Rob Van Dam ha sconfitto Lance Storm | Single match                                          | 10:10  |
| 3    | The Great Sasuke, Gran Hamada, e Gran Naniwa hanno sconfitto il bWo Japan (Taka Michinoku, Terry Boy, e Dick Togo)                               | Six-man tag team match                                | 16:55  |
| 4    | Shane Douglas (c) (con Francine) ha sconfitto Pitbull #2                                                                                         | Single match per l'ECW World Television Championship  | 20:43  |
| 5    | Taz (con Bill Alfonso) ha sconfitto Sabu | Single match                                          | 17:49  |
| 6    | Terry Funk ha sconfitto The Sandman e Stevie Richards (con The Blue Meanie, Hollywood Nova, Thomas Rodman, 7-11)                                 | Three-Way Dance                                       | 19:10  |
| 7    | Terry Funk ha sconfitto Raven (c) | Single match per l'ECW World Heavyweight Championship | 7:20   |